# 鄭英通商
鄭英通商為明鄭與英國東印度公司之間的商業貿易往來與軍事合作關係。始於1670年（永曆二十四年），終於1683年（永曆三十七年）明鄭滅亡。這是台灣與英國關係史上首次的接觸，也是台灣繼荷治時期之後再次與歐洲政商集團建立的外交關係。此段為英格蘭、蘇格蘭、愛爾蘭國王與台灣國王（King of Tywan）之間的對等外交關係，也是台灣史上由當局與外國簽屬之第一份國際通商條約。

## 經過概述

### 1670年鄭英初步協議
1670年（永曆二十四年）6月23日，英國班丹號（The Bantam Pink）與珍珠號（The Pearl）航抵台灣。26日，被安置於前荷蘭市政廳的英國商團與數名華人由兩名官员引領進城謁見延平王鄭經，沿途兩旁皆有士兵排列，並鳴炮隆重歡迎之。英方向延平王鄭經、王太后董氏以及一兩名大官進獻禮物，鄭經則盛大宴請英國商團，約一星期之久。期間，船艦指揮官埃利斯·克利斯布（Ellis Crisp）向鄭經遞交英國東印度公司班丹區經理亨利·達卡斯（Henry Dacres）致台灣國王公函，函中表明自己代表由英格蘭、蘇格蘭、愛爾蘭國王查理二世所任命之湯姆遜·威廉總督，並說明英國人與荷蘭人不同，且願與台灣方面建立和平通商關係。9月10日，台英雙方達成初步協議，包含台方允許事項20條、台方要求事項17條。

### 1672年鄭英正式締約
1671年7月，班丹號、王冠號（The Crown）及駱駝號（The Camel）三艘英籍船艦從班丹出航駛向台灣，班丹號、王冠號二船於途中失蹤，僅駱駝號抵台。同年9月，英國東印度公司總裁於致台灣王公函中提及正式締約之事。1672年7月15日，實驗號（The Experiment）、歸航號（The Return）及駱駝號航抵安平。10月13日，雙方正式締約，中英書寫各兩份，協約內容共13項，其中第11及12等兩項由台方所提出。然而，同年底爆發法荷戰爭，英國與荷蘭處於敵對狀態，實驗號及駱駝號先後被荷蘭船艦俘獲，而歸航號又因荷蘭阻擾英日貿易、澳門英葡貿易失利等情況下，全數失敗收場。
1. 為維持公司與台灣王間之友誼起見，國王允許協助公司及所屬個人在台灣之生活能自由而不會被困擾；而英人得在其房屋及居留地揭示國旗及標徽。
2. 國王允許英人受虐待、困擾或傷害時採取行動直接或間接保護或補救之；反之，台方人員受難時國王得要求暴行者被處罰，以避免將來再發生此等事情。
3. 公司及國王屬下人民間應有自由貿易，不應有限制，公開而無妨礙及阻擋；為避免公司蒙損害或不利，國王應對英人房屋或居留地給付書函或證書宣言此等權利及自由。
4. 公司所屬英國人或其他國人得被留用或徵用為國王或其臣民服務，但應有英國首長之允許及本人根據自由意志之真正同意，而將來應以妥善被保護之方法送還之。
5. 自今以後公司之船隻，不論大小，均得自由駛入或停泊國王治下或將來歸入王統治之港、灣、河、船舶處等，並在各處可得薪、水、食糧及其他必需品，正如在安平一樣；但除安平外，在其他各處不得交易。
6. 國王議定並同意每年將在台灣生產獲得之糖及各種皮之三分之一供給英人，以時價，並應將良質品，在每年適當時期做交易，而英人得視其利潤或其用途購買分配量之全部或一部分。
7. 暴風或其他烈風時，英人船隻得駛入國王治下之各處，正如第5項之規定，但除特別緊急時外應避免駛入雞籠港。
8. 公司人員得長期間住於一家屋，但年應繳租金500荷元。在此條件下王應負擔修理並應公司之需要增建倉庫。荷人原住之家屋將為此目的而使用。
9. 公司得隨意選用適當之華人為通譯者，國王願保證其對公司之忠誠，如有不法行為，概願負責。
10. 今後公司為貿易之安全及順利進行起見，得視其需要隨時提出約款，而國王應儘量承認上述之要求。
11. 公司為和平相處起見同意船隻入港停泊時，各種軍器、英人所掌管之帆舵等移交於台方，而船隻要出港時由台方交還之。此等交還不應有任何阻擋並不得有遲滯不履行之情形。
12. 公司應繳納輸入售出之貨物款項百分之三之關稅，但為國王所購進之貨物不需繳納稅項，輸入貨物無法售出而要裝運出境時亦免繳稅項。同樣公司得將所購進之貨物自由運出而不須繳稅。公司亦同意每年將國王所需要之貨物運來。
13. 本約第11及12項應得總公司之同意後成效，但未得公司確答以前英人仍暫照此等條項實施。本約以中文及英文寫成二份，一份由公司執存，一份由台灣國王執存，而按中國之習慣簽印並舉行儀式確認之。

### 1675年鄭英補訂協約
1674年，英荷簽訂和約後。1675年7月9日，英籍船隻飛鷹號（The Flying Eagle）航抵台灣，運抵大批槍砲火藥以及進獻王親貴族之禮品。此時，鄭經恰因西征參與三藩之役急需武器。雙方於同年補訂協約共10條。11月4日，公司任命台灣商館人事案，專為對台澎貿易所設計之福爾摩沙號（Formosa Frigate）戰艦於同月載運貨物出航駛向台灣。同年，英人亦獲准設立廈門商館，且暗地裡與「福州國王」耿精忠協議在福州設置商館。

### 1683年鄭英終止通商
1679年，清政府實施遷界令，使台灣出現嚴重的必需品短缺現象。1680年，鄭經因海澄失陷而結束西征敗返台灣，班丹分公司於7月下令撤銷台灣商館。1681年，4艘英籍船艦放棄台灣，改在廣東貿易。同年，鄭經薨逝，世子克臧被殺，由年幼王子克塽繼位，太后董氏亦過世。1682年，英國東印度公司因鄭氏積欠帳款甚多而無法收回，向台方祭出威嚇信函，雙方關係幾近破裂。1683年，施琅東征，鄭氏滅亡，亦結束英國人在台灣之經貿活動。

## 貿易船艦

### 抵台船隻
- 班丹號（Bantam）：1670年6月23日航抵台灣，隔年返回班丹。1671年7月1日，偕同王冠號、駱駝號，自班丹航向台灣，途中失蹤。
- 珍珠號（Pearl）
- 王冠號（Crown）：1671年7月1日，偕同班丹號、駱駝號，自班丹航向台灣，途中失蹤。
- 駱駝號（Camel）：1671年7月1日，偕同班丹號、王冠號，自班丹航向台灣。隔年再度抵台。1673年3月27日，自台灣返回班丹途中被荷蘭人所截。
- 實驗號（Experiment）：1671年9月自倫敦駛出。1672年5月航抵班丹，7月15日航抵台灣，11月離台，12月於班加海峽被荷蘭人所截。
- 歸航號（Return）
- 飛鷹號（Flying Eagle）
- 忠告號（Advice）：1676年5月23日自班丹航向台灣，1676－78年往返於台廈之間，1678年由廈門航向蘇拉特。船長為約翰·尼科爾森（John Nicholson）。
- 福爾摩沙號（Formosa）
- 台灣號（Tywan）
- 肯特號（Kent）

## 外部連結
- 鄭英通商條約－台灣大百科全書 （页面存档备份，存于）